# 克里斯托夫·拉泰尼昂
克里斯托夫·拉泰尼昂（法語：Christophe Lattaignant，1971年9月18日—），法国男子赛艇运动员。他曾代表法国参加世界赛艇锦标赛，获得三枚金牌和一枚银牌。他也曾参加2004年夏季奥运会。